# Homelske, Krîvîi Rih
Homelske (în ucraineană Гомельське) este un sat în comuna Cervone din raionul Krîvîi Rih, regiunea Dnipropetrovsk, Ucraina.

## Demografie
Componența lingvistică a localității Homelske
     Ucraineană (86,84%)
     Rusă (12,5%)
Conform recensământului din 2001, majoritatea populației localității Homelske era vorbitoare de ucraineană (86,84%), existând în minoritate și vorbitori de rusă (12,5%).